# Margaret MacMillan
Pour les articles homonymes, voir MacMillan.
Margaret Olwen MacMillan, née le 23 décembre 1943 à Toronto, est une historienne et professeur à l'université d'Oxford, au Royaume-Uni, où elle est directrice du St Antony's College. Elle fut précédemment la doyenne de l'université de Trinity College et professeur d'histoire à l'Université de Toronto. Spécialiste des questions concernant l'histoire et l'actualité, MacMillan paraît fréquemment dans les médias.

## Carrière
MacMillan a obtenu un diplôme d'histoire moderne de l'Université de Toronto (au Trinity College, dont elle deviendra ensuite doyenne) et un diplôme de science politique à l'Oxford, où elle fréquente St Antony's et St Hilda. Sa thèse de doctorat, également réalisée à Oxford, portait sur les perspectives sociales et politiques des Britanniques en Inde. De 1975 à 2000, elle fut professeur d'histoire à l'Université Ryerson de Toronto, dont cinq ans en tant que directrice de département. Elle est l'auteur de Women of the Raj, un ouvrage sélectionné par le History Book Club. En plus de nombreux articles sur les événements canadiens et mondiaux, MacMillan a codirigé la rédaction de livres portant sur les relations internationales du Canada, notamment avec l'OTAN, et sur les relations canado-australiennes. 
De 1995 à 2003, MacMillan a été corédactrice en chef de l'International Journal, publié par l'Institut canadien des affaires internationales (ICAI). Depuis 1995, elle est membre du conseil d'administration de l'ICAI.
Les recherches de MacMillan ont porté en particulier sur l'empire britannique au XIXe siècle et au début du XXe siècle et sur les relations internationales du XXe siècle. Elle enseigne l'histoire des relations internationales, y compris un séminaire sur l'histoire de la Guerre froide. Elle fut doyenne du Trinity College de l'Université de Toronto de 2002 à 2007. Elle fut nommée directrice du St Antony's College d'Oxford en 2007.

## Récompenses et distinctions
Son livre Peacemakers: The Paris Peace Conference of 1919 and Its Attempt to End War (titre au Royaume-Uni), aussi publié aux États-Unis sous le titre Paris 1919: Six Months That Changed the World, devint un best-seller et a remporté le prix Duff Cooper pour un ouvrage littéraire exceptionnel dans le domaine de l'histoire, de la biographie ou de la politique; le prix Hessell-Tiltman pour l'histoire; le prix Samuel Johnson pour le meilleur ouvrage de non-fiction publié au Royaume-Uni; et le prix littéraire du Gouverneur général du Canada en 2003.
MacMillan a été membre des conseils d'administration de l'Institut canadien des affaires internationales, de l'Atlantic Council of Canada, de l'Ontario Heritage Foundation, de Historica, et de la Churchill Society for the Advancement of Parliamentary Democracy (Canada). Elle est Fellow de la Royal Society of Literature, Honorary Fellow du St. Antony's College d'Oxford et Senior Fellow du Massey College de l'Université de Toronto. Elle est diplômée honoraire de l'University of King's College, du Collège militaire royal du Canada et de l'Université Ryerson de Toronto.
Elle fut faite officier de l'Ordre du Canada en février 2006.

## Ouvrages publiés
- Women of the Raj, Thames and Hudson, 1988.
- Canada and NATO: Uneasy Past, Uncertain Future (direction avec David Sorenson), Waterloo, 1990.
- The Uneasy Century: International Relations 1900–1990, Kendall/Hunt, 1996.
- Parties Long Estranged: Canada and Australia in the Twentieth Century, en collaboration avec Francine McKenzie, University of British Columbia, 2003.
- Peacemakers: The Paris Peace Conference of 1919 and Its Attempt to End War (titre R.-U.) ou Paris 1919: Six Months that Changed the World (titre É.-U.).  (ISBN 0-7195-5939-1) (R.-U.), 2001;  (ISBN 0-375-50826-0), 9 (É.-U.), 2002 Télécharger livre en pdf. (Traduit en français sous le titre Les artisans de la paix : Comment Lloyd George, Clemenceau et Wilson ont redessiné la carte du monde)
- Conférence : Des leçons de l’histoire ? La conférence de paix de Paris de 1919, Affaires étrangères et Commerce international Canada, 2003.
- Canada's House: Rideau Hall and the Invention of a Canadian Home, en collaboration avec Marjorie Harris et Anne L. Desjardins, Knopf Canada, 2004.
- Nixon in China: The Week That Changed the World, Viking Canada, 2006.
- Nixon and Mao: The Week That Changed the World, Random House, 2007.
- The War that Ended Peace: How Europe Abandoned Peace for the First World War, Profile books, 2013, 978-1-84668-272-8. Autre édition : The War that Ended Peace : The Road to 1914, Allen Lane, 2013. (Traduit en français, 2014, sous le titre Vers la grande guerre : Comment l'Europe a renoncé à la paix)

## Anecdote
- Margaret MacMillan est l'arrière-petite-fille du Premier ministre britannique David Lloyd George[4]